# 諏訪忠粛
諏訪 忠粛（すわ ただかた）は、江戸時代中期から後期にかけての大名。信濃国高島藩7代藩主。官位は従五位下・伊勢守、因幡守。

## 生涯
明和5年（1768年）4月4日、6代藩主・諏訪忠厚の長男として誕生した。父が暗愚だったために起こった家督騒動である二の丸騒動では、反忠粛の家臣らによって暗殺されかけたこともある。しかしこの騒動で父が幕府より強制隠居を命じられたため、天明元年12月11日（1782年）に跡を継ぐこととなった。
天明5年（1785年）からは坂本養川を登用して、検地や新田開発、税制改革、鋸製造業の奨励などを中心とした藩政改革を行い、ある程度の成果を収めた。享和3年（1803年）には藩校・長善館を創設して、藩士子弟の養育や藩医を長崎に留学させて蘭学を学ばせるなど、学問も積極的に奨励した。文化13年（1816年）11月21日、長男の忠恕に家督を譲って隠居し、文政5年（1822年）6月28日に死去した。享年55。

## 系譜
父母
- 諏訪忠厚（父）
- おとめ、前島氏 ー 側室（母）

正室
- 松平乗完の娘

側室
- 間野氏
- 前島氏

子女
- 諏訪忠恕（長男）
- 森川俊一（次男）
- 前田長徳（三男）
- 松平忠恵継室
- 諏訪龍子 ー 神人部頼安室
- 平野貞任室